# Desjuan Johnson
Desjuan Renarl Johnson (Detroit, Míchigan, 3 de septiembre de 1999) más conocido como Desjuan Johnson, es un jugador profesional estadounidense de fútbol americano, se desempeña en la posición de defensive end en Los Angeles Rams, en la National Football League (NFL).

## Carrera
Fue seleccionado en la Reunión Anual de Selección de Jugadores de la NFL de 2023. Hizo su debut profesional con el equipo Los Angeles Rams, lleva jugando una temporada.